# Železniční nehoda u Znosimi
Železniční nehoda u Znosimi je železniční neštěstí, k němuž došlo v sobotu 2. července 1932 na železniční trati Benešov u Prahy – Dolní Kralovice mezi Vlašimí a Domašínem, poblíž vesnice Znosim. Při srážce dvou osobních vlaků, zaviněné selháním komunikace při mimořádné úpravě křižování pravidelných spojů, zahynulo deset lidí a patnáct jich bylo raněno.

## Průběh a příčiny nehody
2. července 1932 zuřila na Vlašimsku silná bouře s krupobitím a větrem o síle vichřice. Osobní vlak č. 3546 jedoucí z Benešova, který se měl ve Vlašimi křižovat s osobním vlakem č. 3547 jedoucím z Dolních Kralovic, měl už při výjezdu z Benešova zpoždění asi 30 minut. Bylo proto rozhodnuto, že ke křižování dojde tentokrát v Domašíně. V kritický okamžik však došlo k selhání spojení a informaci o přesunu křižování se do Domašína vlaku č. 3546 nepodařilo doručit a ten tedy jako obvykle vyjel do Vlašimi, protože myslel, že druhý vlak tam čeká. Ten ale nečekal, protože dostal příkaz jet s tím, že počká ten druhý.
V důsledku toho tak vyjely na trať oba vlaky, které se posléze srazily v čase 19:47 na kilometru 18,8 mezi zastávkou Znosim a stanicí Domašín. Úsek je to velice nepřehledný, takže strojvedoucí měli jen minimální čas na reakci a neměli nejmenší šanci strážce zabránit – tím spíše, že vlak č. 3546 jel ve snaze dohnat zpoždění rychleji než obvykle. Mezi devíti lidmi, kteří zemřeli na místě, byl strojvůdce Jakub Hájek, vlakvedoucí Alois Havlín, jedna žena a devítiletý chlapec. Desátou obětí byl topič František Mareš, který zemřel 5. července v benešovské nemocnici. Dalších patnáct lidí bylo těžce raněno a 23 lehce. Zprávu o nehodě oznámil topič František Mareš, který těžce raněn došel k silnici, kde zastavil auto a odjel s ním do Benešova, odkud přivolal první pomoc. První lidé přišli na pomoc kolem 21:00 hodin z Domašína a Nosína. Ve 22:30 hodin dorazil pomocný vlak s lékaři. Byly také vypraveny záchranné vlaky z Vršovic a Wilsonova nádraží v Praze. Druhý den se na místo neštěstí dostavil ministr železnic Josef Hůla.